# 16226 Beaton
16226 Beaton è un asteroide della fascia principale. Scoperto nel 2000, presenta un'orbita caratterizzata da un semiasse maggiore pari a 3,1201719 UA e da un'eccentricità di 0,0413504, inclinata di 8,23211° rispetto all'eclittica.